# Canadian Championship 2009
Il Canadian Championship 2009 (noto per ragioni di sponsorizzazione come 2009 Nutrilite Canadian Championship in inglese e Championnat Canadien Nutrilite 2009 in francese) è stato la seconda edizione del Canadian Championship.
Si è svolto tra maggio e giugno del 2009 ed è stato vinto dal Toronto. Grazie a questo successo la squadra di Toronto ha ottenuto anche la qualificazione alla CONCACAF Champions League 2009-2010 come rappresentante del Canada.

## Risultati
| Arbitro: | S. Petrescu |

|           |           |  |
| Harmse 3’ | Marcatori |  |

| Arbitro: | M. Navarro |

|             |           |  |
| Barrett 35’ | Marcatori |  |

| Arbitro: | S. Depiero |

|  |           |                    |
|  | Marcatori | 1’ Haber 17’ Gbeke |

| Arbitro: | D. Gantar |

|          |           |  |
| Gage 67’ | Marcatori |  |

| Burnaby 2 giugno 2009, ore 19:30 UTC-8           | Vancouver Whitecaps | 2 – 0 referto | Toronto FC | Swangard Stadium (5.688 spett.) |
| \| \| \| \| \| Toure 31’, 81’ \| Marcatori \| \| |                     |               |            |                                 |
|                                                  |                     |               |            |                                 |
| Toure 31’, 81’                                   | Marcatori           |               |            |                                 |

| Arbitro: | C.A. Chenard |

|                      |           |                                                       |
| Donatelli 24’ (rig.) | Marcatori | 29’, 39’, 49’ De Rosario 69’, 90’ Guevara 83’ Barrett |

## Classifica
Per determinarne l'ordine in classifica sono utilizzati, nell'ordine, i seguenti criteri:
1. Maggior numero di punti ottenuti negli scontri diretti tra le squadre arrivate a pari punti totali;
2. Miglior differenza reti totale;
3. Maggior numero di gol segnati in totale;
4. Sorteggio.

| Pos. | Squadra             | Pt | G | V | N | P | GF | GS | DR |
| ---- | ------------------- | -- | - | - | - | - | -- | -- | -- |
| 1.   | Toronto FC          | 9  | 4 | 3 | 0 | 1 | 8  | 3  | +5 |
| 2.   | Vancouver Whitecaps | 9  | 4 | 3 | 0 | 1 | 5  | 1  | +4 |
| 3.   | Montréal Impact     | 0  | 4 | 0 | 0 | 4 | 1  | 10 | -9 |

## Classifica marcatori
| Gol |  |  | Giocatore         | Squadra             |
| --- |  |  | ----------------- | ------------------- |
| 3   |  |  | Dwayne De Rosario | Toronto FC          |
| 2   |  |  | Chad Barrett      | Toronto FC          |
| 2   |  |  | Amado Guevara     | Toronto FC          |
| 2   |  |  | Ansu Toure        | Vancouver Whitecaps |
| 1   |  |  | Tony Donatelli    | Montréal Impact     |
| 1   |  |  | Ethan Gage        | Vancouver Whitecaps |
| 1   |  |  | Charles Gbeke     | Vancouver Whitecaps |
| 1   |  |  | Marcus Haber      | Vancouver Whitecaps |
| 1   |  |  | Kevin Harmse      | Toronto FC          |